# 百武 (小惑星)
百武（ひゃくたけ、7291 Hyakutake）は小惑星帯の小惑星である。山梨県の清里大友天文台で大友哲が発見した。
長崎県島原市出身のアマチュア天文家で、百武彗星を発見したことで知られる百武裕司から命名された。